# Jerzy Banaszek
Jerzy Banaszek – polski naukowiec, profesor nauk technicznych o specjalności metody numeryczne w problemach cieplno-przepływowych, przetwarzanie danych, termodynamika, wymiana ciepła i masy. Profesor Politechniki Warszawskiej. Dziekan Wydziału Mechanicznego Energetyki i Lotnictwa Politechniki Warszawskiej w latach 2008–2016.

## Życiorys
Stopień doktora habilitowanego uzyskał 1 stycznia 1992 na podstawie rozprawy pt. Analiza fizykalnej poprawności modeli elementów skończonych dla zagadnień wymiany ciepła na Wydziale Mechanicznym Energetyki i Lotnictwa Politechniki Warszawskiej (MEiL PW). 2 stycznia 2002 otrzymał tytuł profesora nauk technicznych. 
W działalności naukowo-badawczej zajmuje się wieloskalowym modelowaniem matematycznym i symulacjami złożonych procesów ruchu płynu, wymiany ciepła i masy oraz ich zastosowaniem w inżynierii.  
Zatrudniony w charakterze profesora w Zakładzie Termodynamiki w Instytucie Techniki Cieplnej MEiL PW. W latach 1996–2005 był wicedyrektorem tegoż instytutu. W l. 1997-1998 stypendysta Programu Fulbrighta na Rutgers University New Jersey. W latach 2005–2008 był prodziekanem, a latach 2008–2016 dziekanem wydziału MEiL PW. Od 2008 jest członkiem Rady Programowej Instytutu Badań Stosowanych PW, a od 2016 członkiem Rady Programowej Centrum Studiów Zaawansowanych PW. Członek Senatu PW od 2008.  
W latach 2001–2005 profesor wizytujący w University College Dublin. 
Od 1993 członek Komitetu Termodynamiki i Spalania Polskiej Akademii Nauk. 

## Odznaczenia i wyróżnienia
Wielokrotnie nagradzany indywidualnymi i zespołowymi nagrodami uczelnianymi. W 1981 otrzymał Nagrodę Indywidualną III Stopnia Ministra Nauki, Szkolnictwa Wyższego i Techniki, a w 1988 Nagrodę Wydziału IV Nauk Technicznych PAN. Ponadto otrzymał następujące odznaczenia państwowe i ministerialne: 
- Złoty Krzyż Zasługi (2004),
- Medal Komisji Edukacji Narodowej (2013)[6],
- Krzyż Kawalerski Orderu Odrodzenia Polski (2017)[7].

## Wybrane publikacje
- Banaszek J. (i inni), Konwekcja naturalna z przemianą fazową w układach jednoskładnikowych i binarnych, Instytut Podstawowych Problemów Techniki Polskiej Akademii Nauk, Warszawa 2000.
- Banaszek J., Furmański P., Rebow M., Modelling of transport phenomena in cooled and solidifying single component and binary media, Oficyna Wydawnicza Politechniki Warszawskiej, Warszawa 2005, ISBN 83-7207-585-9.
- Banaszek J. (i inni), Termodynamika: przykłady i zadania, Oficyna Wydawnicza Politechniki Warszawskiej, wyd. 2 poprawione i rozszerzone, Warszawa 2007, ISBN 978-83-7207-666-3.
- Furmański P., Banaszek J., Wiśniewski T. S., Thermal contact resistance and other thermal phenomena at solid-solid interface, Institute of Heat Engineering WUT, Warszawa 2008, ISBN 978-83-901411-3-8.